# Superserien 2008
Die Superserien 2008 war die 18. Saison der höchsten American-Football-Liga in Schweden. Die Stockholm Mean Machines holten ihren siebten Titel.

## Reguläre Saison
|    | Verein                  | Sp | S  | U | N  | Punkte | TD      | Diff. |
| -- | ----------------------- | -- | -- | - | -- | ------ | ------- | ----- |
| 1. | Stockholm Mean Machines | 12 | 10 | 1 | 1  | 21:03  | 500:176 | +324  |
| 2. | Arlanda Jets            | 12 | 10 | 1 | 1  | 21:03  | 520:197 | +323  |
| 3. | Carlstad Crusaders      | 12 | 9  | 0 | 3  | 18:06  | 492:218 | +274  |
| 4. | Limhamn Griffins        | 12 | 4  | 0 | 8  | 08:16  | 201:373 | −172  |
| 5. | Tyresö Royal Crowns     | 12 | 3  | 0 | 9  | 06:18  | 196:315 | −119  |
| 6. | Göteborg Marvels        | 12 | 3  | 0 | 9  | 06:18  | 126:446 | −320  |
| 7. | STU Northside Bulls     | 12 | 2  | 0 | 10 | 04:20  | 187:497 | −310  |

## Play-offs
|  | Halbfinale | Halbfinale              | Halbfinale |  |  | Endspiel | Endspiel                | Endspiel |
|  |            |                         |            |  |  |          |                         |          |
|  |            |                         |            |  |  |          |                         |          |
|  | 1          | Stockholm Mean Machines | 31         |  |  |          |                         |          |
|  | 4          | Limhamn Griffins        | 22         |  |  |          |                         |          |
|  |            |                         |            |  |  | 1        | Stockholm Mean Machines | 70       |
|  |            |                         |            |  |  | 2        | Arlanda Jets            | 39       |
|  | 2          | Arlanda Jets            | 34         |  |  |          |                         |          |
|  | 3          | Carlstad Crusaders      | 27         |  |  |          |                         |          |
|  |            |                         |            |  |  |          |                         |          |

## Aufstiegsrelegation
In der Relegation setzte sich der Sieger der Division I, Djurgårdens IF gegen die STU Northside Bulls durch und stieg in die Superserien 2009 auf. Die STU Northside Bulls steigen in die Division I ab. Die Göteborg Marvels können sich dagegen gegen die Örebro Black Knights durchsetzen und hielten sportlich die Liga. Sie zogen sich jedoch vor der Spielzeit 2009 zurück, die STU Northside Bulls verblieben in der Superserien.
| Heimverein          | Gastverein           | Ergebnis |
| ------------------- | -------------------- | -------- |
| STU Northside Bulls | Djurgårdens IF       | 14:34    |
| Göteborg Marvels    | Örebro Black Knights | 13:06    |